# William Sackheim
Pour les articles homonymes, voir Sackheim.
William Sackheim, né le 31 octobre 1920 à Gloversville (État de New York) et mort le 1er décembre 2004 à Beverly Hills (Californie), est un scénariste et producteur américain.

## Filmographie

### Scénariste
- 1945 : Let's Go Steady
- 1946 : The Return of Rusty
- 1946 : Personality Kid
- 1948 : My Dog Rusty
- 1948 : Smart Girls Don't Talk (en)
- 1949 : Homicide
- 1949 : One Last Fling
- 1950 : Barricade
- 1950 : Revenue Agent
- 1953 : J'ai vécu deux fois
- 1953 : L'Héroïque Lieutenant
- 1953 : Commando du ciel
- 1953 : Double Filature (Forbidden) de Rudolph Maté
- 1954 : Les Rebelles
- 1954 : Tanganyika
- 1954 : Dans les bas-fonds de Chicago (The Human Jungle) de Joseph M. Newman
- 1955 : Meurtres à responsabilité limitée (Chicago Syndicate) de Fred F. Sears
- 1958 : Playhouse 90 (2 épisodes : Before I Die et Massacre at Sand Creek)
- 1965 : Gare à la peinture (The Art of Love)
- 1966 : Haw (série TV, épisode H Is a Dirty Letter)
- 1969 : Haute Tension dans la ville (TV)
- 1974 : The Law (téléfilm)
- 1980 : Le Concours (The Competition)
- 1982 : Rambo